# Viaggio di maturità: Mallorca
Viaggio di maturità: Mallorca (Viaje de fin de curso: Mallorca) è un film del 2025 diretto da Paco Caballero.

## Trama
2021. Dopo un anno dal lockdown un gruppo di studenti parte per il viaggio di maturità con destinazione Mallorca. Questo viaggio permetterà loro di recuperare il tempo perso e di divertirsi fino a quando un'altra epidemia di Covid sconvolgerà i loro piani.

## Distribuzione
Il film è stato distribuito sulla piattaforma Amazon Prime Video a partire dal 30 maggio 2025.